# De show van het jaar
De show van het jaar was een Vlaams televisieprogramma op de televisiezender één, gepresenteerd door Bart Peeters. Ook Ellen Petri en Tanja Dexters kwamen elke aflevering terug. De show werd in 5 wekelijkse afleveringen uitgezonden in december 2006.
Vlak na nieuwjaar werd er een compilatie-aflevering uitgezonden met de beste fragmenten, in de plaats van Willy's en Marjetten.

## Makers
Productiehuis: Telesaurus
Eindredactie: Clem Robyns
Redactie: Robin Ibens, Jan Reymen, Joris Joosten, Bas Coupé, Tim Debevere, Bertel Mertens, Stijn Van der Stockt, Maarten Van Deursen
Productie: Karla Stautemas
Productie-assistentie: Kate Van Loo, Henri Van Put
Regie: Curly Maertens
Regie-assistentie: Katrien Van Aken

## Gasten
- Aflevering 1 (1 december 2006) : In deze aflevering waren o.a. Natalia, Kardinaal Danneels, Laura Lynn, Wouter Deprez en Patrick Janssens te gast
- Aflevering 2 (8 december 2006) : met Yves Leterme, Herr Seele, Kate Ryan, Els De Schepper, Kim Gevaert en Hadise
- Aflevering 3 (15 december 2006) : met Guy Verhofstadt, Helmut Lotti, Sergio, Freya Van den Bossche, Belle Pérez
- Aflevering 4 (22 december 2006) : met Karel De Gucht, Axelle Red, Stefan Everts, Yevgueni, Stan Van Samang, Roel Vanderstukken, Thor!, Steph Goossens
- Aflevering 5 (29 december 2006) : met Tom Boonen, Koen & Kris Wauters, Pieter Embrechts, Dimitri Leue, Ellen Petri, Tanja Dexters, de Fixkes